# 內德羅戈納沙達爾烏帕齊拉
內德羅戈納沙達爾乌帕齐拉是孟加拉国內德羅戈納縣的一个乌帕齐拉，位於邁門辛专区的內德羅戈納縣。。

## 人口
據1991年孟加拉國人口普查，內德羅戈納沙達爾共有戶數51039戶，人口372,785人。其中男性佔比51.36%，女性佔比48.64%；成年人口134197人。該地7歲以上人口之平均識字率為28.4%。